# Kautokeino (Tettsted)
Kautokeinoⓘ (nordsamisch Guovdageaidnu) ist eine Ortschaft in der gleichnamigen norwegischen Kommune Kautokeino in der Provinz (Fylke) Finnmark. Der Ort stellt das Verwaltungszentrum der Kommune Kautokeino dar und hat 1481 Einwohner (Stand: 1. Januar 2024). Kautokeino ist ein Zentrum der samischen Kultur in Norwegen.

## Geografie

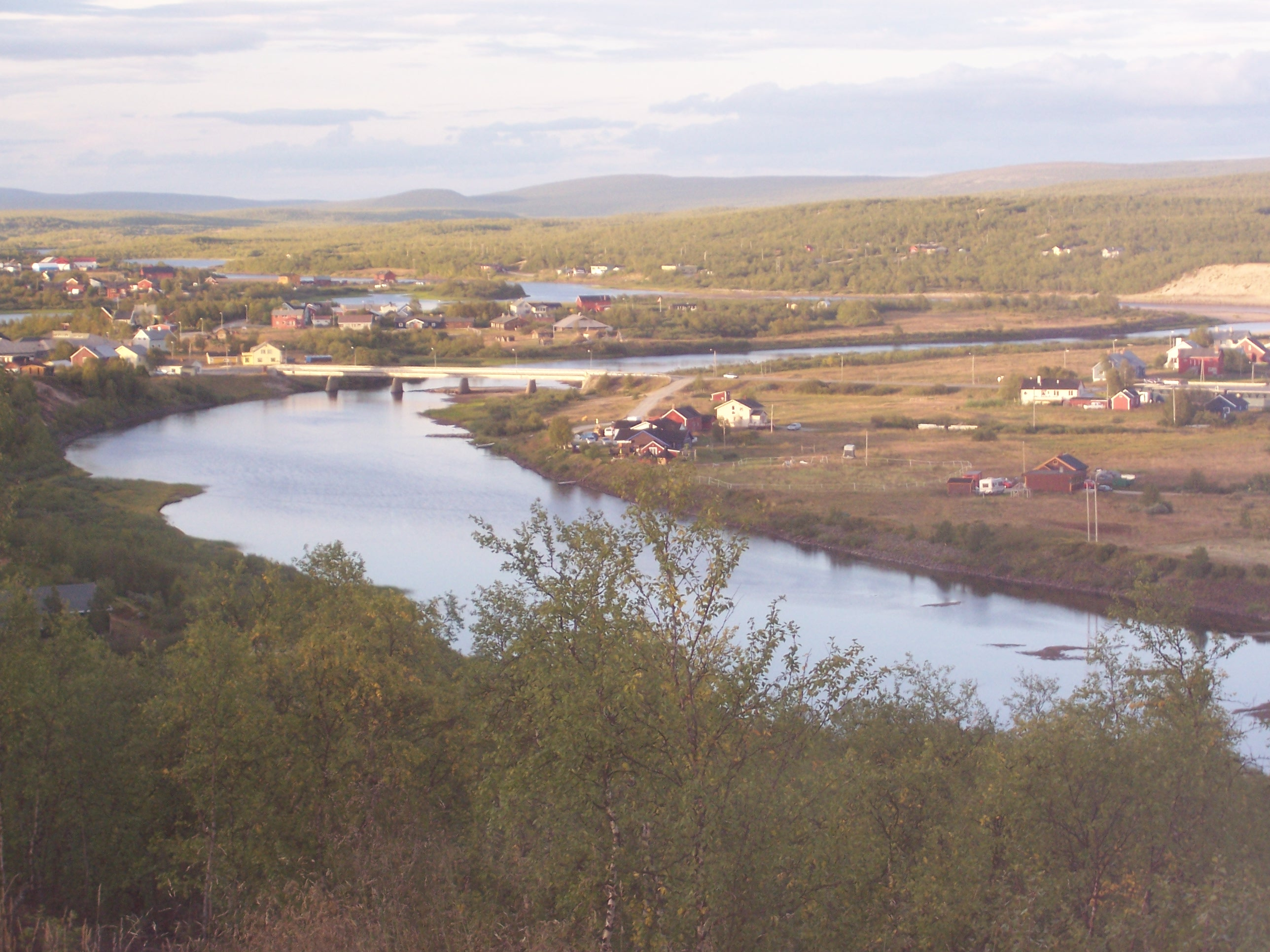
Kautokeinoelva in Kautokeino

Kautokeino ist ein sogenannter Tettsted, also eine Ansiedlung, die für statistische Zwecke als eine Ortschaft gewertet wird. Der Ort liegt in der südlicheren Hälfte der weit größeren Kommune Kautokeino. Während die Kommune Kautokeino 2852 Einwohner auf einer Fläche von 9.707,35 km² hat, hat der Ort Kautokeino nur 1481 Einwohner auf einer Fläche von 2,29 km². In der Kommune liegt neben Kautokeino unter anderem noch der Ort Masi (Máze).
Der Ort Kautokeino liegt im Westen der Finnmarksvidda, einem Hochplateau in der Finnmark. Durch den Ort fließt der Fluss Kautokeinoelva (nordsamisch Guovdageaineatnu), der weiter nördlich den Namen Altalva trägt. Im Süden des Ortes mündet der aus dem Südosten kommende Fluss Suohpatjohka in die Kautokeinoelva.

## Geschichte
Feste Siedlungen gibt es in der Kommune Kautokeino erst seit dem 18. Jahrhundert. Zuvor wurde das Areal nur von umherziehenden Samen bewohnt. Bis heute sind die meisten Einwohner Kautokeinos Samen.
Im Jahr 1852 kam es nach einem längeren Konflikt in der Ortschaft zu einer religiös-politischen Revolte. Am 8. November 1852 kam es dabei zu einer gewaltsamen Auseinandersetzung zwischen samischen Anhängern des Laestadianismus und den nicht-samischen Obrigkeiten. Unter anderem der Lensmann von Kautokeino und der Händler Carl Johan Ruth wurden bei der Auseinandersetzung getötet. Viele der Dorfbewohner standen in der Schuld von Ruth, der Alkohol in Kautokeino verkaufte, was viele Bewohner in die Abhängigkeit und Armut getrieben hatte. Anschließend wurden von den Aufständischen versucht, andere Bewohner des Ortes unter Gewalt zum Laestadianismus zu bringen. Die Rebellion wurde schließlich von anderen Bewohnern aus Kautokeino und dem Nachbardorf Ávži niedergeschlagen. Der Aufstand wird heute als ein Faktor angesehen, der die Norwegisierungspolitik gegenüber der samischen Bevölkerung begünstigte.
In der Ortschaft steht die Kautokeino kirke, eine Holzkirche aus dem Jahr 1958. Die Vorgängerkirche war während des Zweiten Weltkriegs im Jahr 1944 von den deutschen Besatzern niedergebrannt worden. Die alte Kirche war 1701 erbaut worden und damit die zweitälteste Kirche in der Finnmark.

## Wirtschaft und Infrastruktur
Durch den Ort verläuft die Europastraße 45 (E45). Diese führt in Richtung Südosten nach Finnland, Richtung Norden verläuft sie von der Ortschaft Kautokeino in den Norden der Kommune und von dort weiter in die nördliche Nachbarkommune Alta.
In Kautokeino liegen die Sitze mehrerer samischer Institutionen. Die samische Hochschule Sámi allaskuvla hat ihren Sitz in Kautokeino. Das samische Theater Beaivváš Sámi Našunálateáhter sowie das norwegisch-samische Parlament Sameting unterhalten im Ort jeweils einen Standort. In Kautokeino liegt zudem eine weiterführende samische Schule.

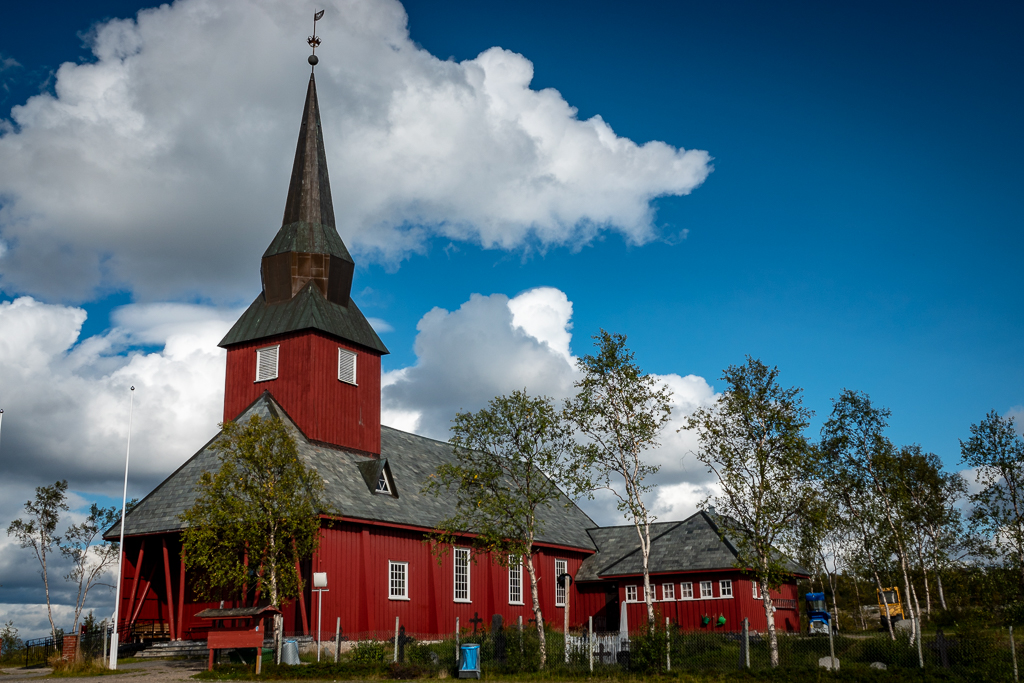
Kirche von Kautokeino
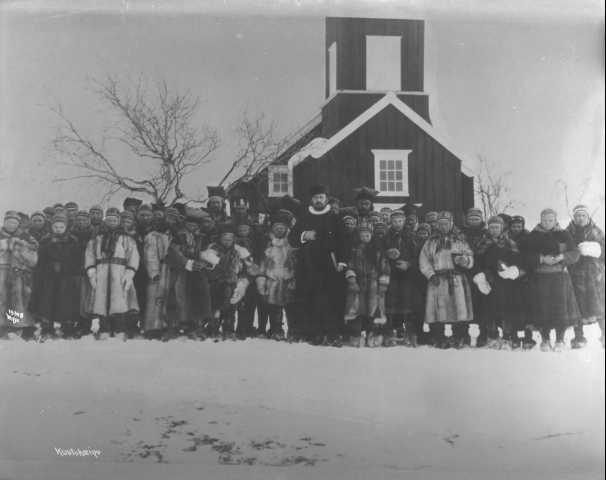
Foto der alten Kirche von Kautokeino (1882)
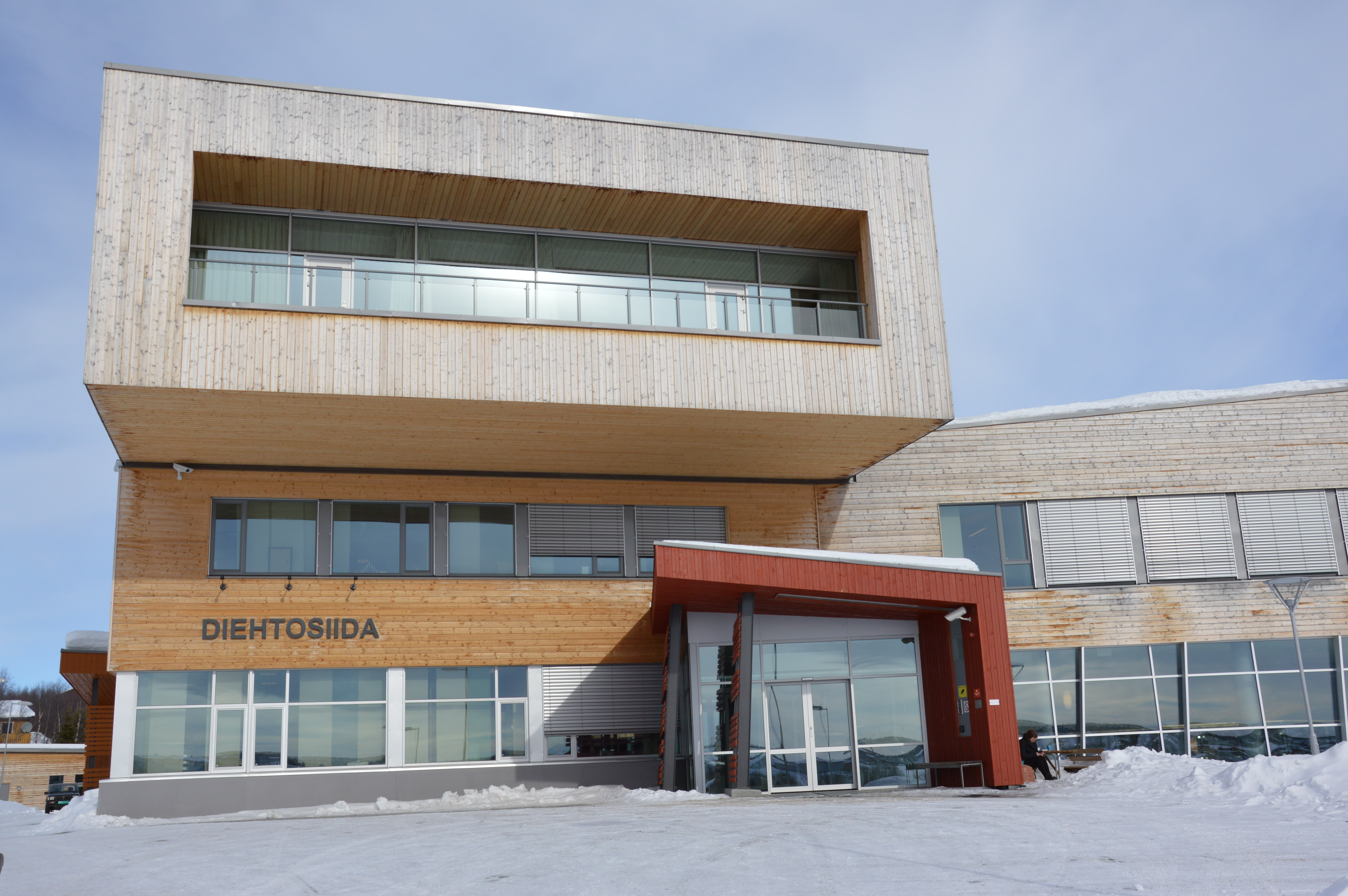
Gebäude der samischen Hochschule

## Name
Beim norwegischen Ortsnamen Kautokeino handelt es sich um eine norwegische Version der finnischen Version Koutokeino des ursprünglichen samischen Namens für den Ort. Offiziell im Gebrauch sind sowohl Kautokeino als auch die nordsamische Version Guovdageaidnu. Historisch existieren auch die samischen Schreibweisen Guovdagæino und Guov’dagæi’dno. Kautokeino wurde im Jahr 1569 als Koutogeino erwähnt, es folgten Erwähnungen als Kod(d)icken im Jahr 1569 und Kotukänj im Jahr 1600. Der Namensbestandteil Gouvda- bedeutet „in der Mitte“ während -geaidnu im Deutschen „Weg“ bedeutet. Der Name bezieht sich wahrscheinlich darauf, dass Kautokeino auf etwa halben Weg zwischen Finnland und dem Arktischen Ozean liegt.